# Rue Fulton
Pour les articles homonymes, voir Fulton.
La rue Fulton est une voie du 13e arrondissement de Paris, en France.

## Situation et accès
La rue Fulton, en forme d'équerre, est une voie publique située dans le 13e arrondissement de Paris. Elle débute au 13, quai d'Austerlitz et se termine au 18, rue Edmond-Flamand. Par un escalier, on accède à l'avenue Pierre-Mendès-France.

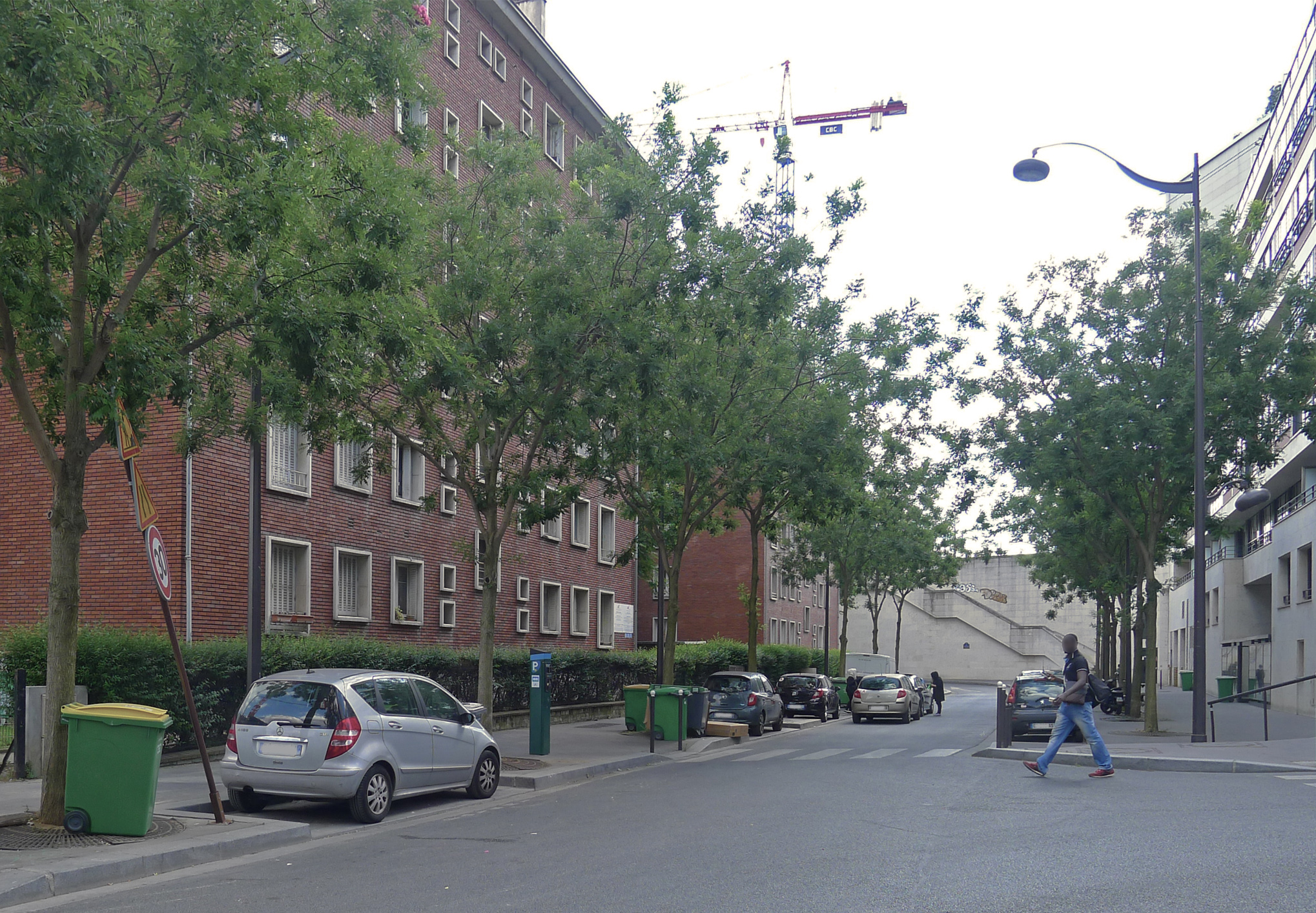
En arrière-plan l'escalier permettant l'accès à l'avenue Pierre-Mendès-France.

## Origine du nom
Elle porte le nom de Robert Fulton (1765-1815), l'un des initiateurs de la navigation à vapeur.

## Historique
Le chenal de sortie de la gare d'eau d'Ivry, dont les travaux débutent en mai 1764, serait situé approximativement à l'emplacement de la rue Fulton
Une ordonnance royale du 27 avril 1825, autorisa l'administration des hospices de Paris et MM. Bouhin, Godde, Magu, le baron Hély-d'Oissel, à ouvrir sur les terrains du « clos de la Gare » et du « pré de l'Hôpital », qui leur appartenaient, cinq rues. Cette autorisation fut accordée à la charge par les impétrants de supporter les frais d'établissement du premier pavage et éclairage des rues nouvelles, d'établir dans les rues des trottoirs de chaque côté desdites rues, au fur et à mesure qu'il s'y construirait des maisons d'habitation. Ces voies se situaient sur la commune d'Ivry jusqu'à l'extension de Paris au-delà du mur des Fermiers généraux, décidée par Haussmann.
Une seconde ordonnance du 14 janvier 1829 modifia la précédente, mais seulement en ce qui concernait le nombre des rues. Elles furent réduites à quatre. Ces divers percements furent immédiatement tracés. Cette rue reçut la dénomination de « rue Fulton », en vertu d'une ordonnance royale du 5 août 1844.
La rue fait partie du secteur Austerlitz-Nord de la ZAC Paris Rive Gauche aménagé au début du XXIe siècle ce qui entrainé la destruction des immeubles anciens.

## Bâtiments remarquables et lieux de mémoire
Le 5, rue Fulton est un bâtiment aujourd'hui détruit ; situé à l'angle de la rue et du quai d'Austerlitz, il a été décoré en avril 2013 alors qu'il était partiellement inoccupé. Sa façade arborait alors une œuvre de street art, des gouttes rouges peintes par l'artiste.

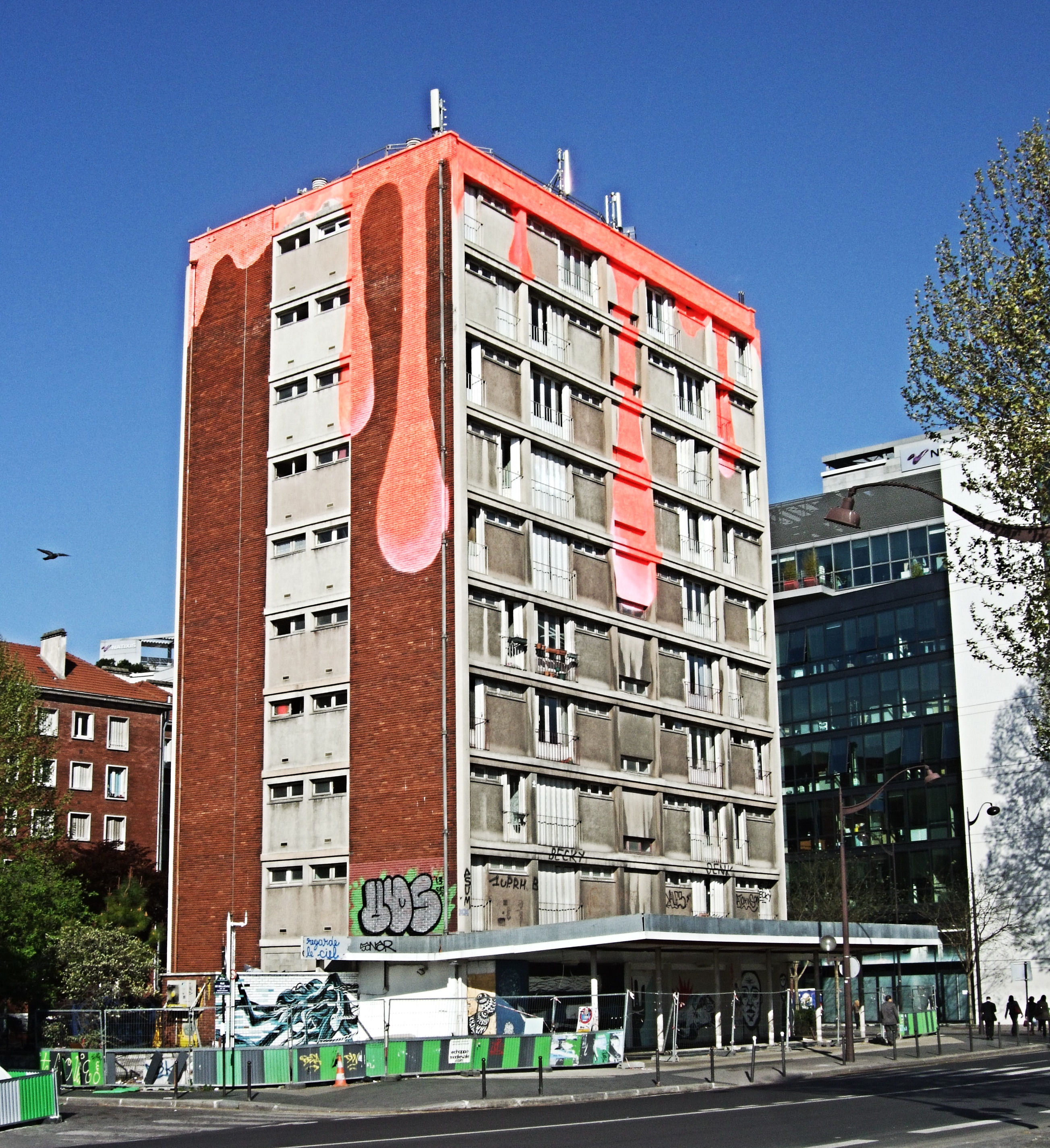